# Championnats d'Europe d'aviron 1959
Navigation
Édition précédente Édition suivante
Les championnats d'Europe d'aviron 1959, cinquantième édition des championnats d'Europe d'aviron, ont lieu en 1959 à Mâcon, en France.

## Podiums

### Femmes
| Épreuves                           | Or | Or | Argent | Argent | Bronze | Bronze |
| ---------------------------------- | --- | -- | --- | ------ | --- | ------ |
| Skiff W1x                          | Hongrie Kornélia Pap |    | Union soviétique Emiliya Mukhina |        | Autriche Eva Sika |        |
| Deux de couple W2x                 | Union soviétique Nina Opalenko Lyudmila Otrosko |    | Roumanie Magda Jifcu Dora Lakatos |        | Tchécoslovaquie Svetla Bartakova Hana Musilova |        |
| Quatre avec barreur W4+            | Union soviétique Valentina Terekhova Nadezhda Skunkova Ella Sergeyeva Nina Shamanova Viktoriya Dobrodeeva (barreur)                                                                      |    | Roumanie Felicia Urziceanu Maria Trinks Stela Gavan-Georgescu Marta Kardos Stefania Borisov (barreur)                                                            |        | Hongrie Alajosne Labody Gyözöne Lukachich Zsuzsa Rakitay Ottone Nagy Rudolfne Radvanyi (barreur)                                                            |        |
| Quatre de couple avec barreur W4x+ | Union soviétique Olimpiada Mikhaylova Valentina Kalegina Galina Putyrskaya Larisa Pisareva Zinaida Andreyeva (barreur)                                                                   |    | Allemagne de l'Est Herta Weissig Gisela Heisse Hannelore Göttlich Helga Richter Hannelore Schneider (barreur)                                                    |        | Roumanie Magda Jifcu Emilia Rigard Doina Ciolacu Stela Stanciu Angela Codreanu (barreur)                                                                    |        |
| Huit W8+                           | Union soviétique Valentina Sirsikova Vera Rebrova Nonna Petsernikova Lidiya Zontova Sinayda Kirillina Nina Korobkova Zinaida Korotova Nadezhda Gontsarova Viktoriya Dobrodeeva (barreur) |    | Allemagne de l'Est Anita Blankenfeld Ingeborg Peter Ingrid Drews Waltraud Dinter Hilde Amelang Marianne Schulze Hella Schulz Marianne Falk Ursula Wiek (barreur) |        | Hongrie Alajosne Labody Maria Zakaly Laszlone Halasz Magda Helmich Judit Szalatnay Zsuzsa Rakitay Gyözöne Lukachich Ottone Nagy Rudolfne Radvanyi (barreur) |        |

### Hommes
| Épreuves                | Or | Or | Argent | Argent | Bronze | Bronze |
| ----------------------- | --- | -- | --- | ------ | --- | ------ |
| Skiff M1x               | Union soviétique Vyacheslav Ivanov |    | Allemagne de l'Ouest Klaus von Fersen |        | Pologne Teodor Kocerka |        |
| Deux de couple M2x      | Union soviétique Aleksandr Berkutov Yury Tyukalov |    | Tchécoslovaquie Václav Kozák Pavel Schmidt |        | Pays-Bas Peter Bakker Co Rentmeester |        |
| Deux sans barreur M2-   | Allemagne de l'Ouest Ingo Kliefoth Bernd Kruse |    | Union soviétique Oleg Golovanov Valentin Boreyko |        | Autriche Alfred Sageder Josef Kloimstein |        |
| Deux avec barreur M2+   | Allemagne de l'Ouest Klaus Riekemann Hans-Joachim Berendes Hans-Dieter Maier (barreur)                                                                                   |    | Italie Renzo Ostino Giovanni Anselmi Vincenzo Bruno (barreur)                                                                                        |        | Roumanie Stelian Petrov Ion Voican Oprea Păunescu (barreur) |        |
| Quatre sans barreur M4- | Suisse Gottfried Kottmann Rolf Streuli Émile Ess Hansruedi Scheller |    | Allemagne de l'Ouest Günter Schroers Manfred Uellner Victor Hendrix Manfred Kluth                                                                    |        | Tchécoslovaquie Ludek Musil René Líbal Miroslav Jíška Jindřich Blažek                                                                                                |        |
| Quatre avec barreur M4+ | Allemagne de l'Ouest Klaus Wegner Gerd Cintl Horst Effertz Claus Heß Michael Obst (barreur)                                                                              |    | Pays-Bas Maarten Christiaan Fehmers Cornelis Jacobus Westermann Peter van Haaps Feye Meye Ivan Vanier (barreur)                                      |        | Suède Kjell Hansson Ulf Gustafsson Lennart Hansson Lars-Eric Gustafsson Bengt Gunnarsson (barreur)                                                                   |        |
| Huit M8+                | Allemagne de l'Ouest Hans Lenk Karl-Heinz Hopp Klaus Bittner Karl-Heinrich von Groddeck Kraft Schepke Frank Schepke Walter Schröder Manfred Rulffs Willi Padge (barreur) |    | Tchécoslovaquie Pavel Hofmann Václav Jindra Bohumil Janoušek Jan Švéda Josef Švec Luděk Pojezný Jan Jindra Stanislav Lusk Miroslav Koníček (barreur) |        | Union soviétique Igor Khokhlov Boris Fyodorov Georgy Gushchenko Anatoly Antonov Yury Popov Yaroslav Cherstvy Georgiy Bryulgart Oleg Vasiliev Yuri Polyakov (barreur) |        |